# Brabants fauvisme

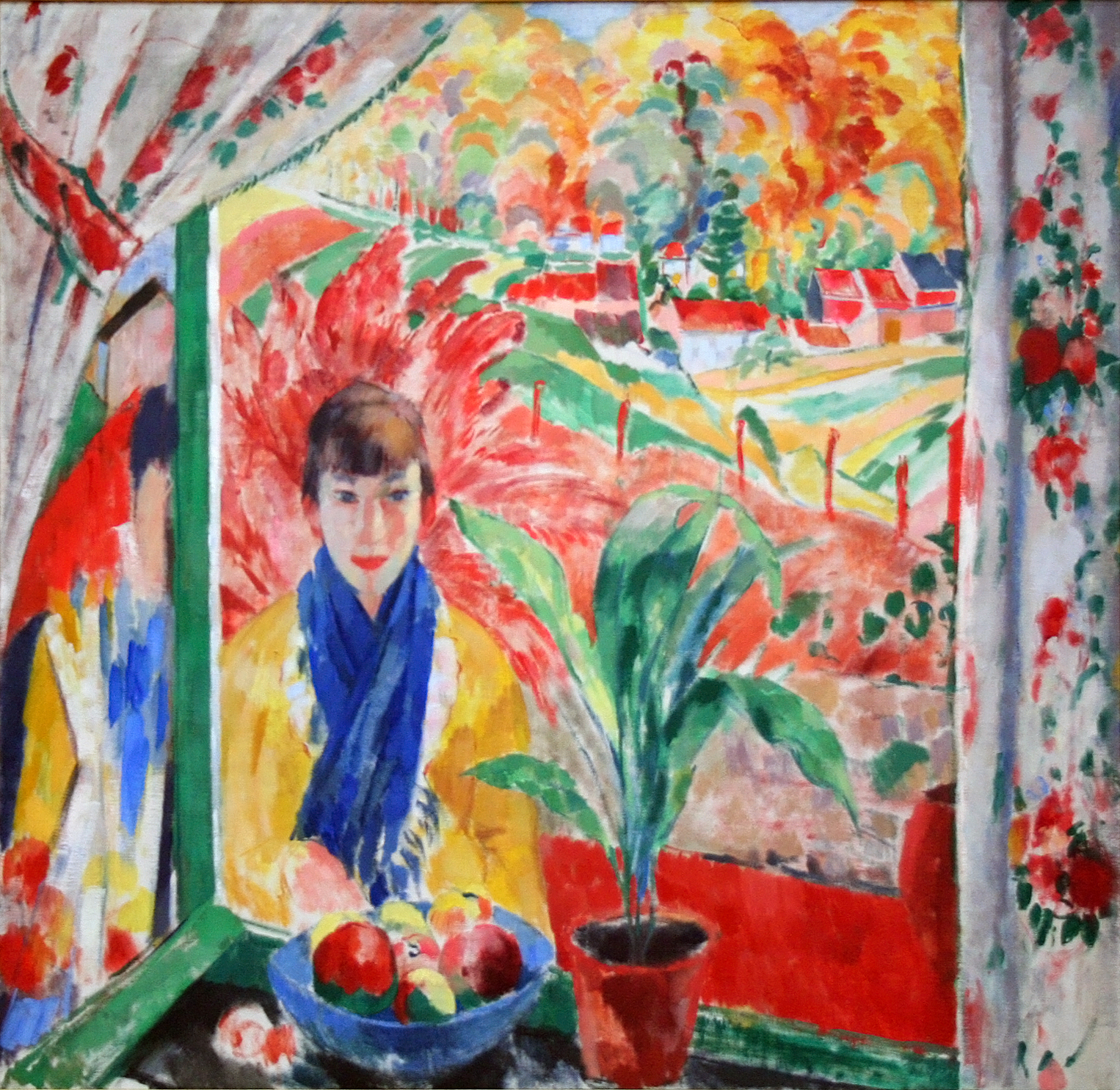
Herfst van Rik Wouters als voorbeeld van Brabants fauvisme

Het Brabants fauvisme is een Belgische kunststroming aan het begin van de 20e eeuw, vergelijkbaar met het internationaal bekende Parijse fauvisme zoals dat wordt vertegenwoordigd door onder meer de Fransen Henri Matisse, André Derain, Georges Rouault en Maurice de Vlaminck en de Nederlander Kees van Dongen.
Het Brabants fauvisme heeft echter niet zoveel met het Parijse te maken. Het bestaat ook wel uit "vlugge vlekken" (tachisme), maar de contrasterende kleuren zijn heel wat minder brutaal. De meeste kunstenaars vestigden zich in het zuiden van wat nu het Brussels Hoofdstedelijk Gewest genoemd wordt en in de eraan grenzende gemeenten. Ze werden ook "Caelevoeters" genoemd, omdat ze bijeenkwamen in de Put van Kalevoet op het viergemeentenpunt Ukkel-Drogenbos-Linkebeek-Beersel. Daar woonde brouwer-mecenas François Van Haelen.
Auguste Oleffe gaat door als de mentor en ouderdomsdeken van de groep. Rik Wouters is de bekendste. Andere vertegenwoordigers van de stroming zijn Charles Dehoy, Edgard Tytgat, Ferdinand Schirren, Anne Pierre De Kat, Louis Thevenet, Pierre Scoupreman, Willem Paerels, Jean Brusselmans, Jos Albert, Fernand Verhaegen, Rodolphe Strebelle, Philibert Cockx, Jehan Frison, Éliane de Meuse, Médard Maertens, Marthe Guillain en Roger Parent.
Ferdinand Schirren schilderde in 1906 kleurrijke aquarellen die als eerste fauvistische werken in België worden beschouwd.